# Бронхопневмония
Бронхопневмонията е възпалително заболяване на белия дроб, което се предизвиква от един или няколко вида микроби, които увреждат бронхиолите и алвеолите. Болестта протича неправилно, с последователни пристъпи и с неочаквани усложнения. Бронхопневмонията е най-честата форма на пневмония, като пневмониите са най-честите причинители на смърт сред инфекциозните заболявания.
Среща се предимно при деца, старци и изтощени хора. Тя е предимно вторично заболяване и е усложнение на различни инфекциозни заболявания. Между тях са: грип, дифтерия, коклюш и др. Първичната бронхопневмония е изключително рядка. Като първични се смятат бронхопневмониите при туберкулоза, чума и антракс.
Бронхопневмонията се предава чрез заразяване от човек на човек. Тя е голяма опасност в детските градини и болниците. Предизвиква се от микроби, които се срещат и в здравия организъм, предимно в горните дихателни пътища. При намаляване на съпротивителните сили на организма те предизвикват заболяването.
Болестта протича с формиране в белия дроб на възпалителни огнища. Те са разположени на различни места, развиват се независимо едно от друго, големината им е от грахово зърно до орех. Заболяването започва с висока температура – често до 40 °C, втрисане, дишането и пулса се ускоряват. Наблюдава се кашлица – честа и мъчителна. Заболяването се открива най-добре с рентгенови снимки и изследване на кръвта.

## Лечение
Лечението е с антибиотици и много витамини. За профилактика се прилагат ваксини. Тъй като заболяването се предава по въздушно-капков път е необходимо болните да се изолират, а хората, които са в контакт с тях трябва да носят предпазни маски.
Общи мероприятия за лечение на бронхопневмония включват физическия покой на болния, като в случай на температура се прилага постелен режим и профилактика на тромбоемболизма (компресивни чорапи, хепарин в ниски дози). Да се осигурява достатъчен внос на течности в зависимост от повишените загуби като резултат на високата температура.

## Смъртни случаи
- Лъв X от Папска държава се смята, че е починал от бронхопневмония през 1521 г.
- Крал Едуард VI се предполага, че е умрял от бронхопневмония през 1553 г.
- Карлос Булосан, романист, е починал от бронхопневмония.
- Розалинд Франклин се смята, че е починала вследствие на бронхопневмония и две други болести.
- Фреди Меркюри, вокалистът на рок бандата Куийн, умира на 24 ноември 1991 г. от СПИН – свързана бронхопневмония.
- Грегъри Пек, американски актьор, умира от бронхопневмония на 12 юни 2003 г.
- Андрю Карнеги, шотландско-американски бизнесмен и филантроп.
- Джули Вега (1968 – 1985), филипинска актриса, починала на 16-годишна възраст.
- Мери Джейн Мерик, майка на Джоузеф Мерик, познат като „Слонския човек“.
- Дерик Де Марни, английски актьор, умрял от бронхопневмония и астма през 1978 г.